# 讷维尔莱沃库勒尔
讷维尔莱沃库勒尔（法語：Neuville-lès-Vaucouleurs，法語發音：[nøvil lɛ vokulœʁ]，意为“沃库勒尔附近的讷维尔”）是法国默兹省的一个市镇，位于该省东南部，属于科梅尔西区。

## 地理
讷维尔莱沃库勒尔（48°34'39"N, 5°40'23"E）面积8.35 平方千米，位于法国大東部大區默兹省，该省份为法国西北部内陆省份，北与比利时接壤，西接马恩省和阿登省，南至上马恩省和孚日省，东临默尔特-摩泽尔省。
与讷维尔莱沃库勒尔接壤的市镇（或旧市镇、城区）包括：比雷昂沃、沙莱讷、蒙蒂尼莱沃库勒尔、塞普维尼、沃库勒尔。

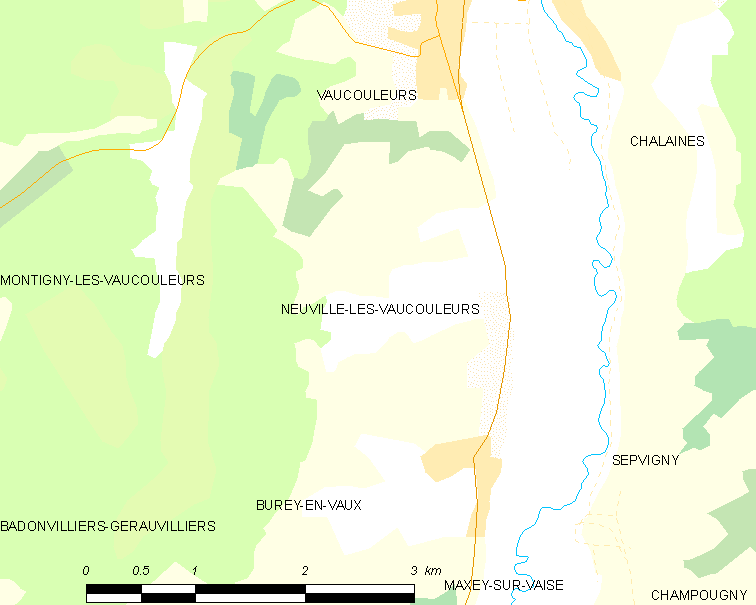
讷维尔莱沃库勒尔的OSM定位图

讷维尔莱沃库勒尔的时区为UTC+01:00、UTC+02:00（夏令时）。

## 行政
讷维尔莱沃库勒尔的邮政编码为55140，INSEE市镇编码为55381。

## 政治
讷维尔莱沃库勒尔所属的省级选区为沃库勒尔县。

## 人口

1962-2008年间讷维尔莱沃库勒尔人口变化图示

讷维尔莱沃库勒尔于2022年1月1日时的人口数量为147人。